# Orisha Land
Orisha Land es una zona autónoma autodeclarada, fundada por el colectivo revolucionario 400+1 en la ciudad de Austin, Texas, EE. UU., el 14 de febrero de 2021. La zona se originó como acto de protesta contra el asesinato de Jordan Walton a manos de un oficial del Departamento de Policía de Austin el 10 de febrero del mismo año. Para el 5 de marzo la zona consistía de un sector del parque Rosewood (el cual 400+1 renombró «Jordan's Place», en castellano «La Casa de Jordan»).

## Contexto
El 10 de febrero de 2021 un oficial de la policía de Austin le disparó a Jordan Walton, lo cual resultó en su muerte. Según la agrupación 400+1, antes de su muerte Walton estaba pasando por una crisis de su salud mental tras de chocar su auto con una vivienda en el Este de Austin. La policía de Austin habría respondido de una manera que no disminuyó la gravedad de la crisis ni le proveyó el cuidado adecuado a Walton. La muerte de Walton ocurrió un mes después de la muerte de Alex Gonzales Jr., y dos días después del cuarto aniversario de la muerte de David Joseph, ambas a manos de la policía. Diversas fuentes sostienen que la falta de toma de responsabilidad por parte del Departamento de Policía de Austin con respecto de estas muertes subraya el racismo presente en la policía.

## Creación de Orisha Land
El 14 de febrero, cuatro días después de la muerte de Walton, 400+1 se instaló en una parte del parque Rosewood para protestar el incidente. A las nueve de la mañana del mismo día, hicieron una caravana de vehículos en memoria de Jordan con la intención de establecer una «zona libre de policías» en el perímetro marcado por su recorrido. Orisha Land es parte de la campaña de 400+1 por la reivindicación del poder de las comunidades negras, llamada por el eslogan #MartialtheBlock (aproximadamente «Marcializa la cuadra»); la campaña tiene el fin de dar respuesta a la gran cantidad de personas negras asesinadas por la policía, el racismo médico subrayado por la pandemia del COVID-19, las ordenanzas antiaborto del estado de Texas, el racismo medioambiental, y la elección de Joe Biden y Kamala Harris tras de la insurrección de nacionalistas blancos en el Capitolio.
El grupo alega autonomía y reniega la autoridad del Estado en el parque Rosewood y en una perímetro de once millas en los alrededores del parque en el Este de Austin, incluyendo el lugar donde Walton fue muerto.